# Diócesis de Aitape
La diócesis de Aitape (en latín: Dioecesis Aitapensis y en inglés: Roman Catholic Diocese of Aitape) es una circunscripción eclesiástica de la Iglesia católica en Papúa Nueva Guinea. Se trata de una diócesis latina, sufragánea de la arquidiócesis de Madang. Desde el 13 de mayo de 2021 su obispo es Siby Mathew Peedikayil, de los Heraldos de la Buena Nueva.

## Territorio y organización
La diócesis tiene 18 200 km² y extiende su jurisdicción sobre los fieles católicos de rito latino residentes en parte de la provincia de Sandaun.
La sede de la diócesis se encuentra en la ciudad de Aitape, en donde se halla la Catedral de San Ignacio de Loyola.
En 2022 en la diócesis existían 26 parroquias.

## Historia
La Sociedad del Verbo Divino se estableció por primera vez en la isla Tumeleo en 1885.
La prefectura apostólica de Aitape fue erigida el 15 de mayo de 1952 mediante la bula Ad latius prolatandam del papa Pío XII, obteniendo el territorio del vicariato apostólico de Nueva Guinea Central (hoy diócesis de Wewak).
El 11 de noviembre de 1956 la prefectura apostólica fue elevada a vicariato apostólico mediante la bula Laetissimi semper del papa Pío XII.
El 13 de septiembre de 1963 cedió una parte de su territorio para la erección de la prefectura apostólica de Vanimo (hoy diócesis de Vanimo) mediante la bula Omnium Ecclesiarum del papa Juan XXIII.
El 15 de noviembre de 1966 el vicariato apostólico fue elevado a diócesis mediante la bula Laeta incrementa del papa Pablo VI.

## Estadísticas
Según el Anuario Pontificio 2023 la diócesis tenía a fines de 2022 un total de 166 100 fieles bautizados.
| Año                                                                             | Población            | Población | Población      | Sacerdotes | Sacerdotes    | Sacerdotes    | Bautizados por sacerdote | Diáconos permanentes | Religiosos | Religiosos | Parroquias |
| Año                                                                             | Bautizados católicos | Total     | % de católicos | Total      | Clero secular | Clero regular | Bautizados por sacerdote | Diáconos permanentes | Varones    | Mujeres    | Parroquias |
| ------------------------------------------------------------------------------- | -------------------- | --------- | -------------- | ---------- | ------------- | ------------- | ------------------------ | -------------------- | ---------- | ---------- | ---------- |
| 1970                                                                            | 37 566               | 64 676    | 58.1           | 32         | 3             | 29            | 1173                     |                      | 46         | 40         |            |
| 1980                                                                            | 44 400               | 61 800    | 71.8           | 25         | 3             | 22            | 1776                     |                      | 34         | 51         | 24         |
| 1990                                                                            | 52 325               | 72 183    | 72.5           | 30         | 3             | 27            | 1744                     |                      | 52         | 62         | 24         |
| 1999                                                                            | 63 000               | 80 000    | 78.8           | 27         | 4             | 23            | 2333                     |                      | 50         | 45         | 20         |
| 2000                                                                            | 63 500               | 80 500    | 78.9           | 24         | 4             | 20            | 2645                     |                      | 42         | 62         | 17         |
| 2001                                                                            | 65 400               | 82 000    | 79.8           | 24         | 4             | 20            | 2725                     |                      | 42         | 66         | 17         |
| 2002                                                                            | 69 400               | 93 702    | 74.1           | 25         | 6             | 19            | 2776                     |                      | 47         | 67         | 17         |
| 2003                                                                            | 70 000               | 94 000    | 74.5           | 25         | 8             | 17            | 2800                     |                      | 43         | 68         | 17         |
| 2004                                                                            | 72 000               | 95 500    | 75.4           | 24         | 7             | 17            | 3000                     |                      | 40         | 63         | 17         |
| 2006                                                                            | 73 300               | 98 800    | 74.2           | 26         | 12            | 14            | 2819                     |                      | 31         | 71         | 23         |
| 2012                                                                            | 76 400               | 117 800   | 64.9           | 19         | 9             | 10            | 4021                     |                      | 40         | 55         | 22         |
| 2015                                                                            | 144 488              | 191 000   | 75.6           | 18         | 9             | 9             | 8027                     |                      | 41         | 30         | 21         |
| 2018                                                                            | 153 460              | 203 590   | 75.4           | 22         | 14            | 8             | 6975                     |                      | 23         | 27         | 21         |
| 2020                                                                            | 159 800              | 211 350   | 75.6           | 23         | 11            | 12            | 6948                     |                      | 32         | 35         | 26         |
| 2022                                                                            | 166 100              | 219 000   | 75.8           | 20         | 9             | 11            | 8305                     |                      | 24         | 29         | 26         |
| Fuente: Catholic-Hierarchy, que a su vez toma los datos del Anuario Pontificio. |                      |           |                |            |               |               |                          |                      |            |            |            |

## Episcopologio
- Ignatius John Doggett, O.F.M. † (15 de mayo de 1952-6 de junio de 1969 renunció)
- William Kevin Rowell, O.F.M. † (15 de diciembre de 1969-10 de octubre de 1986 falleció)
- Brian James Barnes, O.F.M. † (3 de octubre de 1987-14 de junio de 1997 nombrado arzobispo de Puerto Moresby)
- Austen Robin Crapp, O.F.M. † (19 de abril de 1999-5 de marzo de 2009 retirado)
- Otto Separy (9 de junio de 2009-16 de julio de 2019 nombrado obispo de Bereina)[nota 1]
- Siby Mathew Peedikayil, H.G.N., desde el 13 de mayo de 2021